# 大津秀美
大津 秀美（おおつ ひでみ、1948年6月5日 - ）は、福岡県出身の元プロ野球選手（捕手）。

## 来歴・人物
福岡大学附属大濠高等学校から、1966年第1次ドラフト会議で西鉄ライオンズから7位指名を受け入団。中学時代は投手をつとめ、大濠高でも投手から外野、一塁と転向して今夏の予選前からマスクをかぶった。春の九州大会では四番、夏の県予選で三番とつねにチームの中心打者として活躍した。
しかし一軍公式戦には出場できず、1970年に引退した。

## 詳細情報

### 年度別打撃成績
- 一軍公式戦出場なし

### 背番号
- 72 （1967年 - 1970年）